# Hugo Schreiber

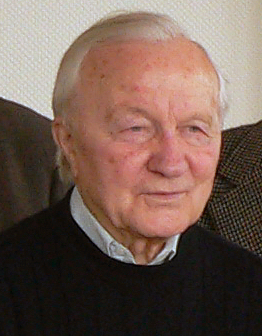
Hugo Schreiber (2006)

Hugo Schreiber (* 13. Februar 1919 in Friedensfeld, Bessarabien; † 1. September 2007 in  Burgdorf) war ein Jurist bessarabiendeutscher Herkunft. Nach seiner Berufslaufbahn war er ehrenamtlich in bessarabiendeutschen Organisationen in führender Funktion tätig.

## Leben
Hugo Schreiber wurde als Sohn von Alexander Schreiber und seiner Ehefrau Katharina, geb. Eckert, geboren. Sein Vater war zunächst Lehrer und bewirtschaftete später als Landwirt einen Bauernhof in Friedensfeld. Seine Eltern lebten als Bessarabiendeutsche in Bessarabien, das zu dieser Zeit zu Rumänien gehörte. Hugo Schreiber wurde im Dorf Friedensfeld geboren, das 1940 etwa 700 deutschstämmige Bewohner hatte. Das Dorf hatten 1879 deutschstämmige Siedler gegründet.
Nach der Volksschule in Friedensfeld besuchte Hugo Schreiber drei Jahre die Werner-Schule in Sarata. Danach kam er in das Knabengymnasium in Tarutino und legte 1939 in Chișinău das Abitur ab. An der Universität in Bukarest studierte er Rechts- und Volkswirtschaft. Bei der Umsiedlung der Bessarabiendeutschen 1940 ins Deutsche Reich unterbrach er sein Studium. Er ließ sich für Hilfsaktionen von Studenten am Umsiedlungslager am Donauhafen Galați einsetzen. Zum 10. Januar meldete er sich freiwillig zu einer kämpfenden Einheit der Waffen-SS. Während des Russlandfeldzuges im Zweiten Weltkrieg war er an Kriegshandlungen in seiner rumänischen sowie bessarabischen Heimat, unter anderem in Bukarest, Tarutino und Galați, beteiligt. Hauptsächlich verbrachte er den Krieg bei Einsätzen in Finnland. Er wurde mehrfach verwundet. Im Lazarett in Königsberg lernte er seine Frau Ilse kennen, die er noch während des Krieges heiratete. Aus der Ehe gingen ein Sohn und eine Tochter hervor. Zum 9. November 1944 wurde er zum SS-Obersturmführer befördert (SS-Nummer 399.495).
Gegen Ende des Zweiten Weltkrieges kam Schreiber in britische Gefangenschaft. Nach dem Krieg setzte er als Kriegsversehrter sein Studium in Göttingen fort und legte dort 1949 seine erste juristische Staatsprüfung ab. Nach seiner Referendarszeit im Bereich des Oberlandesgerichts Celle und nach der zweiten juristischen Staatsprüfung 1953 kam er 1954 zum Versorgungsamt Osnabrück. 1961 wurde er zum Landesversorgungsamt Niedersachsen in Hannover versetzt. Dort wechselte er in das niedersächsische Sozialministerium und kam 1969 in die Sozialgerichtsbarkeit. 1970 wurde er Landessozialgerichtsrat und 1977 Vorsitzender Richter am Landessozialgericht Niedersachsen-Bremen in Celle. Dabei leitete er einen Senat zur Kriegsopferentschädigung. 1984 wurde Hugo Schreiber pensioniert. Im Anschluss an seine berufliche Laufbahn engagierte er sich in führender Funktion in bessarabiendeutschen Organisationen und übernahm journalistische Aufgaben. Von 1987 bis zum Jahre 2000 war er Schriftleiter des vierzehntäglich erscheinenden Mitteilungsblattes der Deutschen aus Bessarabien, in dem er Leitartikel verfasste. Ab 1994 war er Mitherausgeber des Jahrbuchs der Deutschen aus Bessarabien. Seinen juristischen Sachverstand steuerte er bei der Vereinigung der drei bessarabiendeutschen Vereinigungen zum Bessarabiendeutschen Verein  2006 bei.
Hugo Schreiber verstarb am 1. September 2007 im Burgdorfer Ortsteil Ehlershausen und wurde auf dem Friedhof im Ortsteil Ramlingen beerdigt.